# Primer concilio de Braga
El Concilio de Braga se celebró en el año 561, en Braga, en la actual Portugal.

## Motivación del concilio
Convocado por el papa Juan III para poner fin a la querella suscitada por la doctrina prisciliana.

## Anatematismos contra losherejes, especialmente contra lospriscilianistas
- Si alguno no confiesa al Padre, al Hijo y al Espíritu Santo como tres personas de una sola sustancia y virtud y potestad, como enseña la Iglesia católica y apostólica, sino que dice no haber más que una sola y solitaria persona, de modo que el Padre sea el mismo que el Hijo, y Él mismo sea también el Espíritu Paráclito, como dijeron Sabelio y Prisciliano, sea anatema.

- Si alguno introduce fuera de la santa Trinidad no sabemos qué otros nombres de la divinidad, diciendo que en la misma divinidad hay una trinidad de la Trinidad, como dijeron los gnósticos y Prisciliano, sea anatema.

- Si alguno dice que el Hijo de Dios nuestro Señor, no existió antes de nacer de la Virgen, como dijeron Pablo de Samosata, Fotino y Prisciliano, sea anatema.

- Si alguno no honra verdaderamente el nacimiento de Cristo según la carne, sino que simula honrarlo, ayunando en el mismo día y en domingo, porque no cree que Cristo naciera en la naturaleza de hombre, como Cerdón, Marción, Maniqueo y Prisciliano, sea anatema.

- Si alguno cree que las almas humanas o los ángeles tienen su existencia de la sustancia de Dios, como dijeron Maniqueo y Prisciliano, sea anatema.

- Si alguno dice que las almas humanas pecaron primero en la morada celestial y por esto fueron echadas a los cuerpos humanos en la tierra, sea anatema.

- Si alguno dice que el diablo no fue primero un ángel bueno hecho por Dios, y que su naturaleza no fue obra de Dios, sino que dice que emergió de las tinieblas y que no tiene autor alguno de si, sino que él mismo es el principio y la sustancia del mal, como dijeron Maniqueo y Prisciliano, sea anatema.

- Si alguno cree que el diablo ha hecho en el mundo algunas criaturas y que por su propia autoridad sigue produciendo los truenos, los rayos, las tormentas y las sequías, como dijo Prisciliano, sea anatema.

- Si alguno cree que las almas humanas están ligadas a un signo fatal, como dijeron los paganos y Prisciliano, sea anatema.

- Si algunos creen que los doce signos o astros que los astrólogos suelen observar, están distribuidos por cada uno de los miembros del alma o del cuerpo y dicen que están adscritos a los nombres de los patriarcas, como dijo Prisciliano, sea anatema.

- Si alguno condena las uniones matrimoniales humanas y se horroriza de la procreación de los que nacen, conforme hablaron Maniqueo y Prisciliano, sea anatema.

- Si alguno dice que la plasmación del cuerpo humano es un invento del diablo y que las concepciones en el seno de las madres toman figura por obra del diablo, por lo que tampoco cree en la resurrección de la carne, como dijeron Maniqueo y Prisciliano, sea anatema.

- Si alguno dice que la creación de la carne toda no es obra de Dios, sino de los ángeles malignos, como dijo Prisciliano, sea anatema.

- Si alguno tiene por inmundas las comidas de carnes que Dios dio para uso de los hombres, y se abstiene de ellas, no por motivo de mortificar su cuerpo, sino por considerarlas una impureza, de suerte que no guste ni aun verduras cocidas con carne, conforme hablaron Maniqueo y Prisciliano, sea anatema.

- Si alguno lee las Escrituras que Prisciliano depravó según su error, o los tratados de Dictinio, que éste escribió antes de convertirse, o cualquiera escrito de los herejes, que éstos inventaron bajo los nombres de los patriarcas, de los profetas o de los apóstoles de acuerdo con su error, y sigue y defiende sus ficciones, sea anatema